# This Angry Age

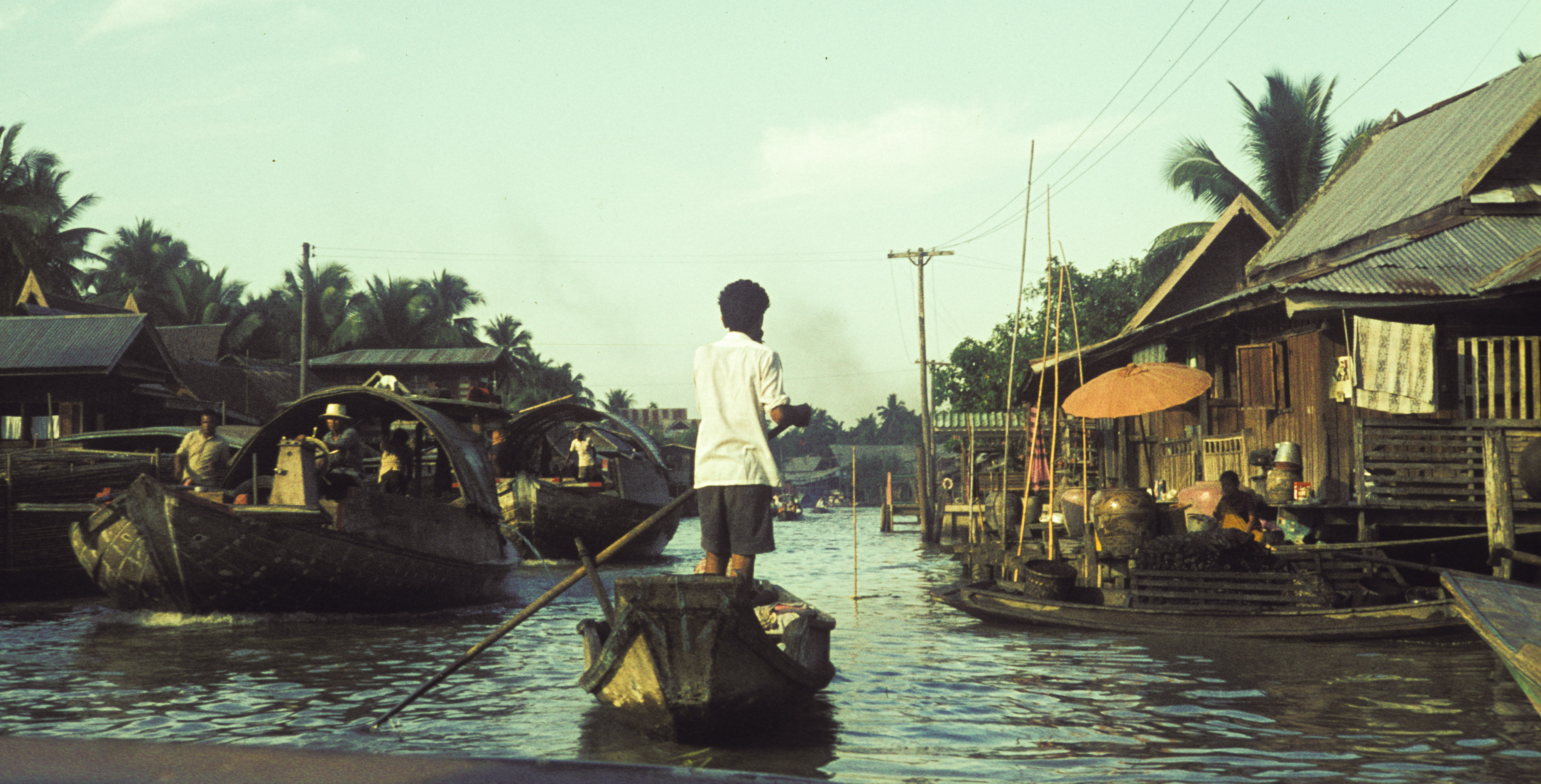

Terra Cruel (bra: Terra Cruel) é um filme ítalo-franco-americano de 1958, dirigido por René Clement, com roteiro dele, Diego Fabbri e Irwin Shaw baseado no romance Barrage contre le Pacifique, de Marguerite Duras.

## Elenco
- Anthony Perkins como Joseph Dufresne
- Silvana Mangano como Suzanne Dufresne
- Richard Conte como Michael
- Jo Van Fleet como Mme. Dufresne
- Alida Valli como Claude
- Nehemiah Persoff como Albert
- Yvonne Sanson como Carmen
- Guido Celano como Bart

## Sinopse
Uma mulher tenaz, Mme. Dufresne, luta para manter sua plantação de arroz a salvo das águas do Oceano Pacífico, contidas por uma barragem, prestes a romper, na Indochina. Mas, seus dois filhos não compartilham dos ideais maternos e querem vender a propriedade. Deste conflito, nasce o enredo deste drama.